# غل كانك
غل كانك هي قرية في مقاطعة سردشت، إيران. يقدر عدد سكانها بـ 534 نسمة بحسب إحصاء 2016.